# Chesapeake (Virgínia Ocidental)
Chesapeake é uma cidade  localizada no estado norte-americano de Virgínia Ocidental, no Condado de Kanawha.

## Demografia
Segundo o censo norte-americano de 2000, a sua população era de 1643 habitantes.
Em 2006, foi estimada uma população de 1561, um decréscimo de 82 (-5.0%).

## Geografia
De acordo com o United States Census Bureau tem uma área de
1,7 km², dos quais 1,2 km² cobertos por terra e 0,5 km² cobertos por água.

## Localidades na vizinhança
O diagrama seguinte representa as localidades num raio de 12 km ao redor de Chesapeake.